# I Love You But I've Chosen Darkness

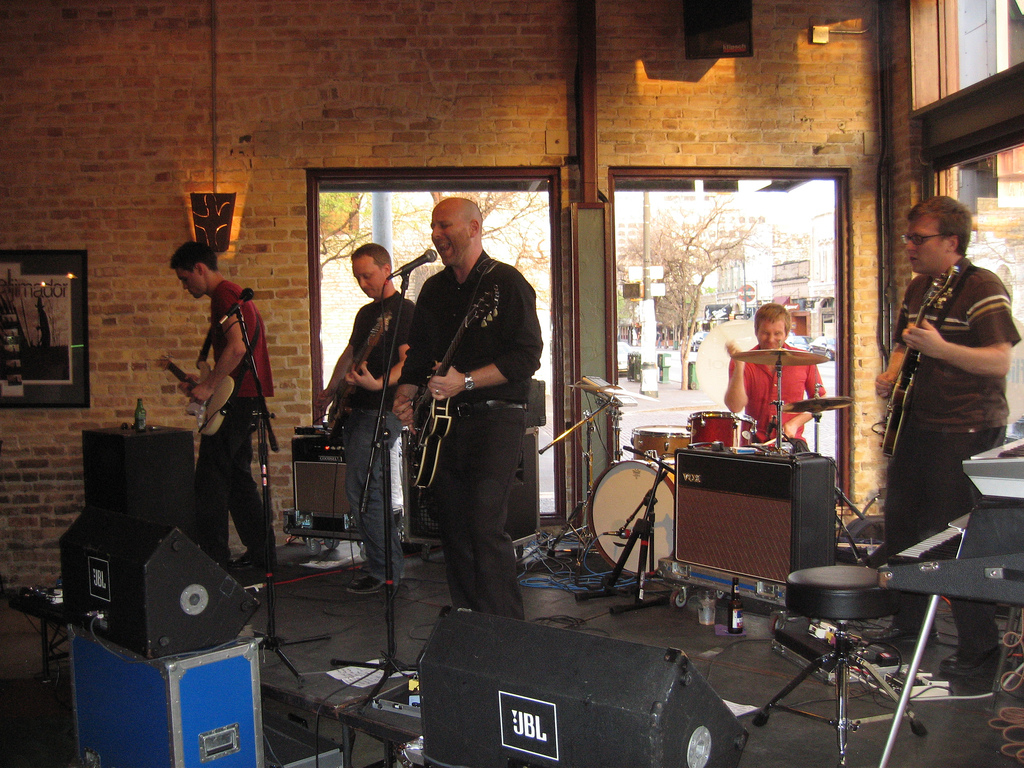
I Love You But I've Chosen Darkness

I Love You But I've Chosen Darkness is een newwavegroep uit Austin in Texas onder leiding van zanger Christian Goyer. In 2006 worden zij ontdekt door het album Fear Is On Our Side en de single According To Plan.

## Biografie
In 2002 richten vrienden Jason McNeely en Christian Goyer de band op. In 2003 brengen zij een zwartgallige ep uit. Deze door Britt Daniel geproduceerde ep heet I Love You But I've Chosen darkness EP.
Debuutalbum Fear Is On Our Side klinkt behoorlijk neerslachtig en wanhopig. Op het eerste werk vallen invloeden van Joy Division, The Cure en The Sound niet uit te sluiten. Het geheel klinkt behoorlijk jaren tachtig. Het door Paul Barker geproduceerde album wordt op het juiste moment uitgebracht, omdat rond 2006 de herwaardering van de new wave weer op is gekomen.

## Discografie

### Albums
- I Love You But I've Chosen Darkness EP (2003)
- Fear Is On Our Side (2006)
- Dust (2014)

### Singles
- According To Plan (2006)